# Gaeguk
Gaeguk (en hangul, 개국; en hanja, 開國) es una serie de televisión surcoreana de 1983, protagonizada por Lim Hyuk, Lim Dong Jin y Lim Hyuk Cho. Fue emitida en su país de origen por KBS 1TV desde el 2 de enero hasta el 18 de diciembre de 1983, con una longitud de 50 episodios trasmitidos las tardes de cada domingo a las 20:00 (KST).

## Reparto

### Personajes principales
- Lim Hyuk como Rey Gongmin.
- Lim Dong Jin como Rey Taejo.
- Lim Hyuk Cho como Rey Taejong.

### Personajes secundarios
- Kim Jin Hae como Rey Woo.
- Lee Du Seop como Uh Wang.
- Seon Uh Eun Sug como In Deok Wanghu.
- Joo Nam Kyung como Señor Hye Bi.
- Geum Bo La como Ban Ya.
- Kim Dong Wan como Ahn Do Chi.
- Jung Min como Taego Bou.
- Kim Su Yeon como Yeong Bi Choi.
- Sin Gu como Choi Yeong.
- Park Kyung Deuk como Hwanju.

## Galería

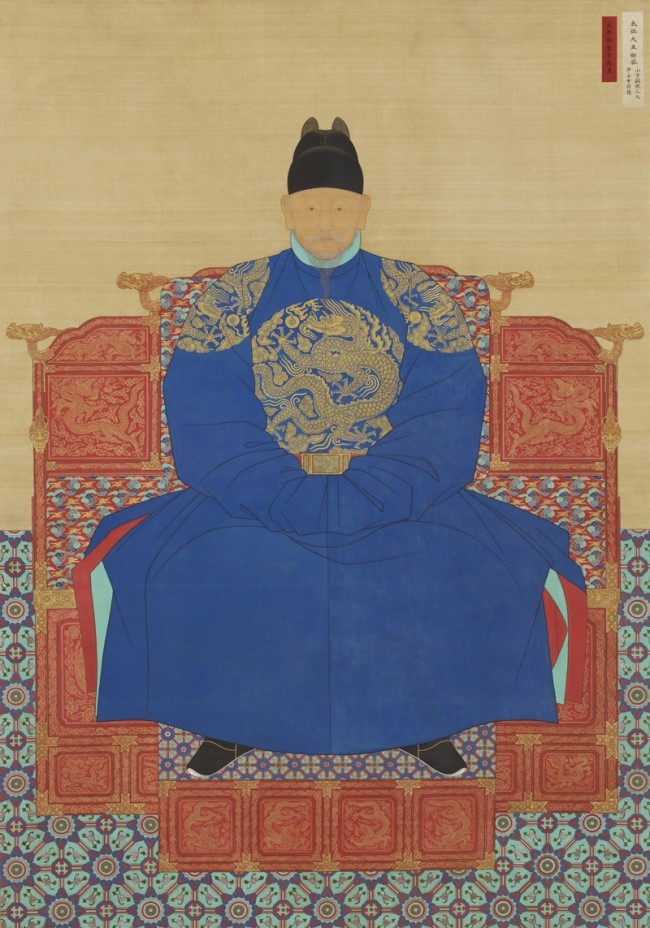
Im Jeong Hyeog hizo el papel del Rey Gongmin de Goryeo
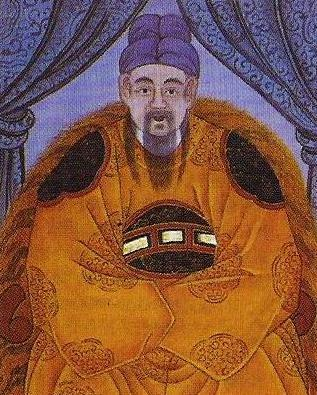
Im Dong Jin hizo el papel del Rey Taejo de Joseon